# Residenza marina di Atatürk a Florya
La Residenza marina di Atatürk a Florya, (in turco: Florya Atatürk Deniz Köşkü) è una residenza storica presidenziale situata sul Mar di Marmara nel quartiere (in turco: mahalle) di Florya del distretto di Bakırköy a Istanbul, in Turchia. Essa fu costruita nel 1935 dal comune di Istanbul per uso ricreativo da parte di Mustafa Kemal Atatürk. L'edificio è oggi una casa museo.

## Architettura
Progettata in stile Bauhaus dall'architetto Seyfi Arkan, che nel 1935 aveva ricevuto l'incarico della progettazione dal comune di Istanbul, la villa fu completata il 14 agosto dello stesso anno e fu donata ad Atatürk. L'edificio è costruito su pali di fondazione in acciaio piantati nel fondale marino ed è collegato alla spiaggia sabbiosa situata a circa 70 m da un molo in legno. Il palazzo a un piano a forma di "L" è composto da un ingresso, una sala da lettura, camere da letto e bagno. Nel complesso ci sono anche stanze di servizio e per il personale. L'area totale coperta del palazzo, incluso il molo, è di 602 m2. Quando Atatürk prese possesso della villa, nel cortile del monastero in rovina di Agios Stefanos fu piantato un boschetto che fungeva da giardino. Questo boschetto è chiamato "boschetto di Atatürk a Florya" (in turco: Florya Atatürk Korusu) ed è oggi un parco pubblico. La villa è considerata uno dei primi esempi di "architettura turco-repubblicana".

## Storia
Durante i periodi in cui soggiornava al palazzo di Dolmabahçe, Atatürk arrivava alla villa in barca e si divertiva a nuotare circondato da gente del posto. Egli usò la villa negli ultimi tre anni della sua vita come ufficio estivo e per svago. Nel 1936, rimase dal 6 giugno al 28 luglio alla villa. Il suo ultimo soggiorno avvenne il 28 maggio 1938, circa sei mesi prima della sua morte. La villa è stata anche utilizzata per importanti ricevimenti e riunioni scientifiche. Tra i suoi famosi visitatori ci furono il Principe Edoardo, Duca di Windsor e sua moglie Wallis, Duchessa di Windsor. Dopo la morte di Atatürk, presidenti turchi come İsmet İnönü, Celâl Bayar, Cemal Gürsel, Cevdet Sunay, Fahri Korutürk e Kenan Evren hanno utilizzato la dimora di Florya come residenza estiva.

## La casa museo
A causa dello sviluppo urbano nei dintorni e del conseguente inquinamento del mare nel sito, la villa cadde in disuso come residenza ufficiale. Il 6 settembre 1988, l'edificio fu consegnato al Dipartimento nazionale dei palazzi della Grande Assemblea Nazionale Turca. Fu poi ristrutturato e aperto nel 1993 al pubblico come casa museo. Una sezione della villa è riservata come struttura sociale per i membri del parlamento. Il museo espone mobili, stoviglie, oggetti personali compresi costumi da bagno, oltre a una raccolta di fotografie di Atatürk scattate nel sito.

## Ubicazione e accesso
Il museo si trova a ovest dell'Aeroporto Internazionale Atatürk sulla strada costiera da Florya a Küçükçekmece. Esso può essere raggiunto dalla stazione ferroviaria di Florya sulla linea metropolitana Marmaray Gebze-Halkalı, che dista circa 500 m. La linea di autobus "73T Yenibosna Metro-Florya" di İETT serve anche la dimora. Il museo è aperto dalle 9:00 alle 16:00 (nei mesi invernali dalle 9:00 alle 15:00) ora locale tranne il lunedì e il giovedì.